# Saint-Vitte-sur-Briance
Saint-Vitte-sur-Briance (en occitano Sent Vit) es una población y comuna francesa, situada en la región de Lemosín, departamento de Alto Vienne, en el distrito de Limoges y cantón de Saint-Germain-les-Belles.

## Demografía
| 573 | 516 | 440 | 353 | 321 | 295 | 341 |
| Para los censos de 1962 a 1999 la población legal corresponde a la población sin duplicidades (Fuente: INSEE [Consultar]) |     |     |     |     |     |     |